# Henry Seymour Conway
Henry Seymour Conway, britanski feldmaršal, * 1721, † 9. julij 1795.